# Neoserica nathani
Neoserica nathani är en skalbaggsart som beskrevs av Frey 1972. Neoserica nathani ingår i släktet Neoserica och familjen Melolonthidae. Inga underarter finns listade i Catalogue of Life.